# 大阪愛樂交響樂團

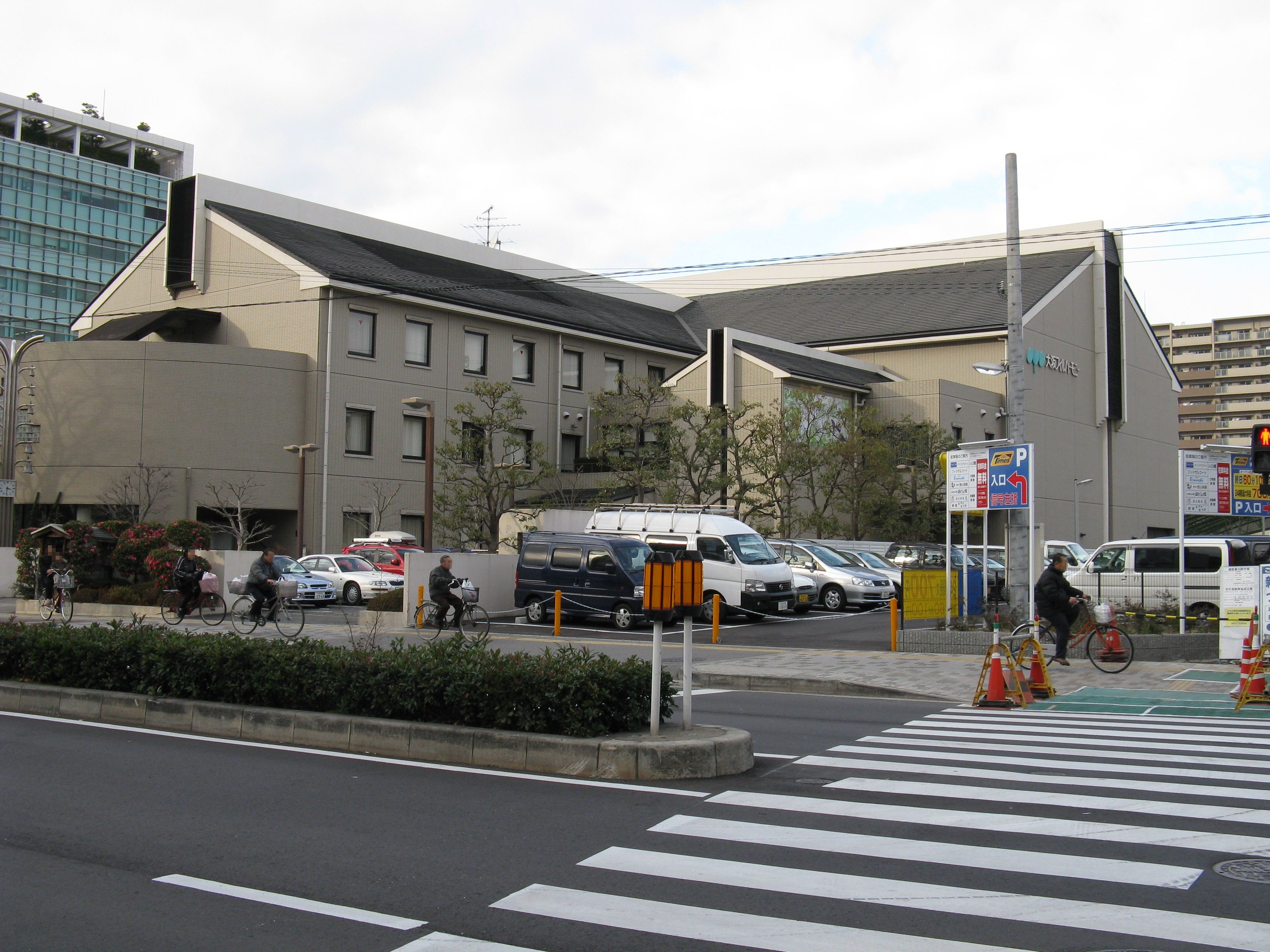
大阪愛樂會館

大阪愛樂交響樂團（日语：大阪フィルハーモニー交響楽団）是日本的一家管弦樂團，成立於1947年。大阪愛樂交響樂團是日本最活躍的管弦樂團之一，每年舉辦10次定期演奏會並經常發行CD。

## 外部連結
- 官方网站